# ハルバード

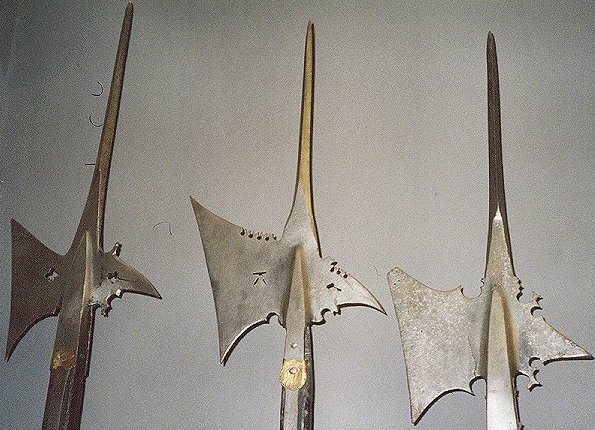
斧部と鉤部を先端の左右に、頂端に槍部を備えている、標準的な刃形のハルバードの穂先3点。

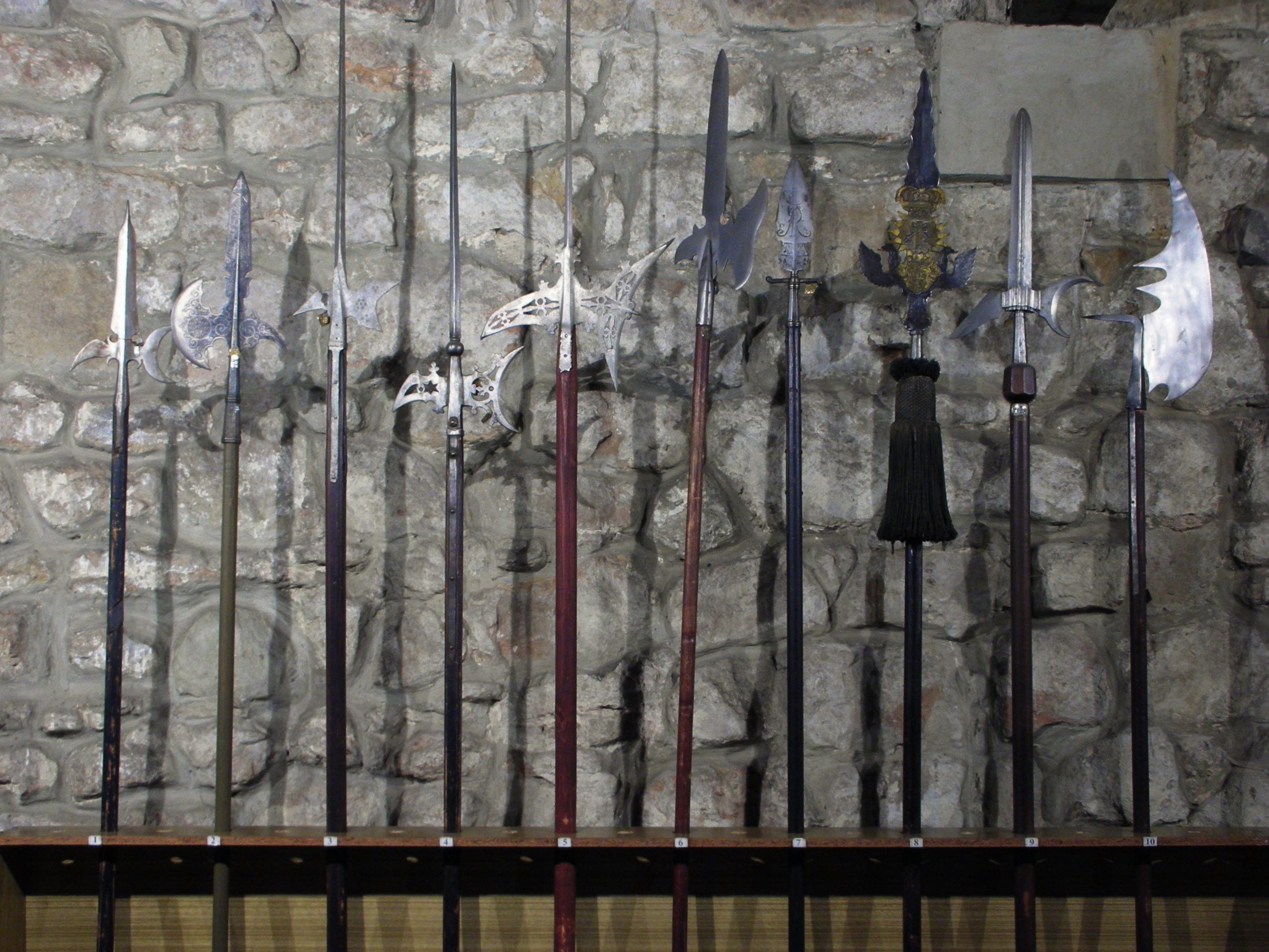
ウクライナ西部の都市リヴィウの武器庫博物館に所蔵されているハルバードおよびその他の長柄武器のコレクション。斧刃の部分に透かし彫りがあり、耐久性が低くなっているものは儀仗用と思われる。

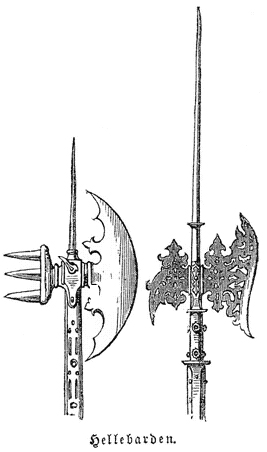
ドイツ語文献の挿絵より、ハルバードの先端部分が持つ形状の多様性を示す例二点。
【図左】三日月形の斧部を持つハルバード。刺突に用いる部分は細長い円錐状を呈す針となっている。
【図右】S字の曲線を持つ、刃面に透かし彫りの精巧な装飾が施され、複雑な輪郭を与えられた儀礼用のハルバード。刺突用の針部分はより長くなっている。

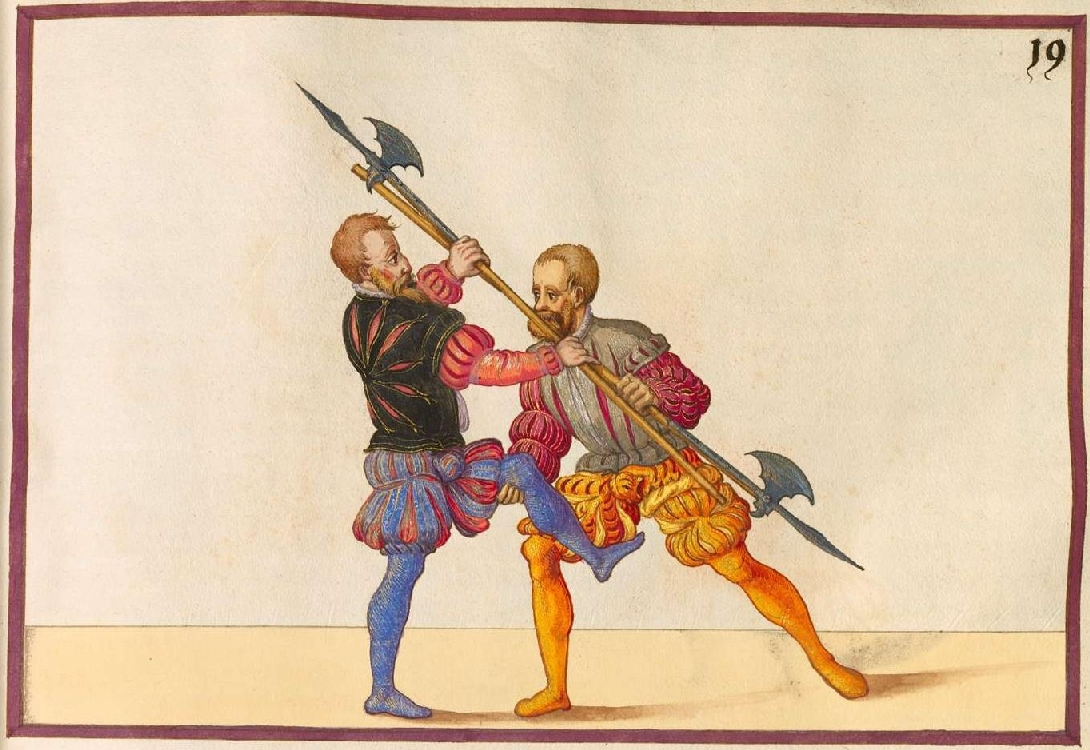
ハルバートの接近戦。体術を併用している。パウルス・ヘクトル・マイアーの武術書。

ハルバードまたはハルバート(英語：halberd, halbert、フランス語：hallebarde、イタリア語：alaberda、ドイツ語：helmbarte)は、15世紀から19世紀にかけてヨーロッパで主に使用された武器である。
語源は、中高ドイツ語で「柄」を表すヘルム (helm) と「斧」を意味するバルデ (barde) からなるとする説がある。

## 概要
日本語においては、「槍斧」「斧槍」「鉾槍」などと訳される。長さは2-2.5mほど、重さは2.2-3.1kgほどである。槍の穂先に斧頭、その反対側に突起が取り付けられている。状況に応じた用途の広さが特徴的な長柄武器であり、その実用性から、ヨーロッパ全域で広く使用されていた。
形状から斬る、突く、鉤爪で引っかける、鉤爪で叩くといった使い方ができる。さらには、鉤爪で鎧や兜を破壊したり、馬上から敵を引き摺り降ろしたり、敵の足を払ったりと、様々な使い方が可能だった。
14世紀後期に歩兵が使うようになり、16世紀初頭までにはヨーロッパで広く用いられるようになっていた。
ハルバードは重量と長さのおかげで敵の歩兵や重装甲の騎兵にも有効な武器であり、屈強な男が使えば板金鎧を粉砕できた。
戦場でのハルバード兵の役割は部隊旗や楽隊、士官の護衛の他に、敵のパイク兵の戦列を打ち抜き、密集陣内部に斬り込んできた敵を排除することや、パイク兵の密集陣を斬り裂くことだった。パイク兵にとって斬り込み隊のハルバード兵やツーハンデッドソード兵は天敵であったが、斬り込む側の死亡率も高かった。
スイス傭兵のハルバード兵は、パイク兵の隊列を横や後ろからの攻撃から守る軽装歩兵としての役目を果たし、散兵として使われるので個人戦闘にも対応できた。
ランツクネヒトのハルバード兵はツヴァイヘンダー兵に次ぐ斬り込み隊としての役目の他にパイクを切断され、予備武器しか持たなくなった敵を乱戦用のカッツバルゲルという剣と併用して襲う。
ハルバードはイングランドの長鉈よりも丈があり、リーチが長かったが、その分だけ接近戦での使用が限られた。それを改善するために槍の穂先や、鎧を貫く刃などが組み合わされた武器が何種類も作られた。ハルバードや同種の武器の多くは柄の部分が金属補強されており、斬り落とされるのを防いだ。
比較的未熟な兵士であってもハルバードのような武器を使うことは可能ではあったが、効果的に扱うにはかなりの訓練を必要とした。熟練のハルバード隊は柄の長さをうまく利用し、刺突する者と叩き切る者に分かれて戦った。
長槍は主として刺突のための武器であり、長鉈は主に斬撃用武器だったが、ハルバードはその間のどこかに位置している。柄が長くなればそれだけ訓練が必要になったが、より長いリーチを獲得できた。
中世を通じてパイクを含む長柄武器の先端は多彩な種類が現れた。どのタイプが最も威力があり、どういう状況で使われたかという議論が中世より現代に至るまで続いているが、未だにはっきりとした答えが出ていない。
銃器の発展などの理由で16世紀半ばには、ハルバード兵は戦場から姿を消すことになる。しかし、それでも下士官の象徴としては利用され続け、ナポレオン時代では、隊列を整える際や、後ろに下がる兵士を前に押し戻す際に使われている。

## 歴史
生誕地はスイスで、6世紀から9世紀にかけて北欧で使用されていた。13世紀にスクラマサクスを棒の先に取り付けたことから始まったとも言われており、その後も改良が重ねられ、今日知られる形となったのは15世紀の末頃で、白兵戦武器の黄金時代となったルネサンスの頃には最も利用された武器の一つである。
1477年のナンシーの戦いでブルゴーニュ公であったシャルル突進公を戦死させた直接要因がこのハルバードの一撃によるもので、ブルゴーニュ公国を事実上の滅亡に追いやった、文字通り歴史を変えた武器でもある。
16世紀には、5メートルもの柄を持ったパイクが登場するが、武器としてハルバードの戦場での歴史は、16世紀終わりのマスケット銃の登場まで続くこととなる。
武器としての完成度もさることながら、その洗練された形状から美術品としての価値もあり、戦場から遠のいた後も、儀礼用として様々な祭典に使用された。バチカンのスイス衛兵がその例であり、儀仗用装備の一つとして今日も使用されている。

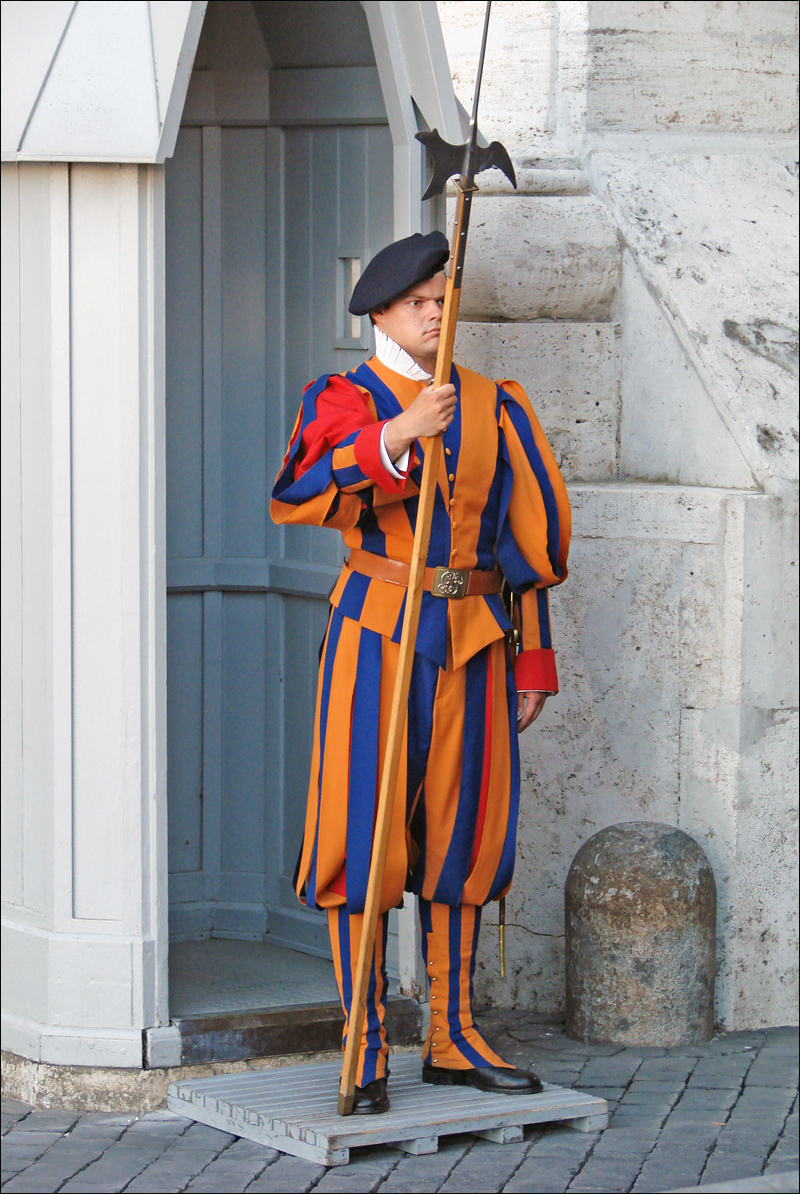
ハルバードで警備任務を務めるバチカンのスイス衛兵(2011年)